# Сухарыш (посёлок)
Сухарыш — посёлок в Увельском районе Челябинской области России. Входит в состав Красносельского сельского поселения.
Население 245 чел. (2010) .

## История
Основан как заимка в 1938 году; насчитывал 15 дворов. Позднее получил название
4-е отделение Еманжелинского совхоза. При реорганизации поселок Сухарыш официально образован в 1963 году при 4-м отделении совхоза «Увельский». С 1970 года на его территории располагалось 3-е отделение совхоза «Красносельский».
Согласно Закону Челябинской области от 17 сентября 2004 года № 277-ЗО «О статусе и границах Увельского муниципального района и сельских поселений в его составе» посёлок вошёл в состав образованного Красносельского сельского поселения.

## География
Посёлок находится в восточной части региона, в северо-западной части района, на берегу р. Сухарыш, недалеко от места впадения pp. Козловка и Селюзяк. Ландшафт — лесостепь, в окрестностях — многочисленные колки (Увельский район: энциклопедия). Пять улиц: ул. Дружбы, ул. Лесная, ул. Степная, ул. Строительная и ул. Центральная.
Рельеф — равнина (Западно-Сибирская низменность);; абсолютная высота центра — 238 метров над уровнем моря, ближайшие высоты — 260 и 266 м. (Увельский район: энциклопедия).
Географическое положение
Расстояние до:
районного центра, посёлка Увельский 46 км.
центра сельского поселения, с. Красносельское — 10 км.

## Население
| 2002 | 2010 |
| ---- | ---- |
| 314  | ↘245 |

Население на 1 января 2012 года 296 человек (в 1966 году — 349, в 1983—267, в 1995—288) (Увельский район: энциклопедия).

## Инфраструктура
Развитое сельское хозяйство. Личное подсобное хозяйство
Фельдшерско-акушерский пункт, построена новая начальная школа.
На территории поселка также есть щебеночный карьер, цеха по переработке мрамора, дерева (Увельский район: энциклопедия).

## Транспорт
Автодорога «Красносельское — Сухарыш» (74 ОП РЗ 75К-480).
Связан грунтовыми и шоссейными дорогами с соседними населенными пунктами.